# حوض‌انبار قلعه قدیمی کاخک
حوض انبار قلعه قدیمی کاخک مربوط به دوره قاجار است و در شهرستان گناباد، مرکز شهر کاخک، ضلع جنوبی قلعه قدیمی کاخک واقع شده و این اثر در تاریخ ۱۰ دی ۱۳۸۱ با شمارهٔ ثبت ۶۸۶۹ به‌عنوان یکی از آثار ملی ایران به ثبت رسیده است.